# Mirczo Spasow
Mirczo Spasow Christow (bułg. Мирчо Спасов Христов, ur. 23 stycznia 1911 we wsi Cereceł w okręgu sofijskim, zm. 14 lipca 1993 w Sofii) – bułgarski polityk komunistyczny, zastępca ministra spraw wewnętrznych Ludowej Republiki Bułgarii (1957-1963 i 1965-1969), I zastępca ministra spraw wewnętrznych Ludowej Republiki Bułgarii (1969-1973).

## Życiorys
Urodzony w rodzinie chłopskiej, 1927 wstąpił do młodzieżówki socjalistycznej, a w kwietniu 1932 do BPK, 1934 został aresztowany i 1936 skazany na 5 lat więzienia. W 1937 zwolniony, pracował w KC Rewolucyjnej Młodzieży Socjalistycznej, a od listopada 1940 w KC Bułgarskiej Partii Robotniczej (komunistów), w lutym 1941 został ponownie aresztowany i uwięziony w Presławiu. W listopadzie 1943 zwolniony, prowadził działalność podziemną, w maju 1944 wstąpił do oddziału partyzanckiego 1 Sofijskiej Powstańczej Strefy Operacyjnej, a 9 września 1944 podjął pracę w resorcie spraw wewnętrznych Bułgarii, 3 listopada 1944 został szefem obwodowego zarządu milicji ludowej w Ruse, a 25 maja 1946 w Sofii. Od 12 kwietnia 1946 pułkownik, od grudnia 1947 inspektor I rangi Wydziału Kadr DNM, od 4 marca 1948 szef służby (kontrwywiad w milicji ludowej w wojskach Ministerstwa Spraw Wewnętrznych) DGB, od 31 stycznia 1949 do 5 maja 1950 szef wydziału bezpieczeństwa państwowego, a od 5 maja 1950 szef wydziału okręgowego Zarządu Ministerstwa Spraw Wewnętrznych w Sofii. Od 1950 do 1 stycznia 1951 szef okręgowego Zarządu MSW w Sofii, od 1 stycznia 1951 do 24 grudnia 1953 szef okręgowego Zarządu MSW w Pleweniu, od 24 grudnia 1953 do 12 czerwca 1957 ponownie szef okręgowego Zarządu MSW w Sofii, 14 września 1954 awansowany na generała majora, od 30 maja 1957 do 8 lipca 1963 zastępca ministra spraw wewnętrznych Bułgarii. Jednocześnie od 1958 członek Komisji ds. Polityki Wewnętrznej w Centralnej Komisji Kontrolno-Rewizyjnej BPK, 3 września 1959 mianowany generałem porucznikiem, od 1962 zastępca członka KC BPK, od 22 lipca 1965 do 10 lutego 1969 zastępca ministra spraw wewnętrznych Bułgarii - I zastępca przewodniczącego KDS, od 1966 członek KC BPK. Od 10 lutego 1969 do 6 marca 1973 I zastępca ministra spraw wewnętrznych Bułgarii, od 29 sierpnia 1969 generał pułkownik, od 13 lutego 1973 do stycznia 1982 kierownik Wydziału "Kadry, partyjne organizacje i zagraniczne delegacje" KC BPK, w styczniu 1982 usunięty z KC BPK i przeniesiony na emeryturę. W 1990 zdegradowany i pozbawiony odznaczeń za łamanie prawa.

## Odznaczenia
- Order Georgi Dimitrowa (trzykrotnie - 1959, 1961 i 1971)
- Order 9 września 1944 I klasy z mieczami (1945)
- Order "Ludowa Republika Bułgarii" I klasy (25 września 1964)
- "Swoboda Narodowa 1941-1944" II klasy (1 czerwca 1952)
- "Za Zasługi Obywatelskie" (1946)
- Order Czerwonego Sztandaru (dwukrotnie - 8 września 1951 i 1957)
- Order Czerwonego Sztandaru (ZSRR, 8 września 1969)
- Order Wojny Ojczyźnianej (1945)
- Odznaka "Honorowy Funkcjonariusz Bezpieczeństwa" (1969)

I medale.